# Fahrenheit 9/11
Fahrenheit 9/11 és un documental polític dirigit per Michael Moore estrenat el 2004. Tracta sobre les causes i les conseqüències dels atemptats de l'11-S, fent referència a la posterior Guerra d'Iraq, i a les suposades relacions entre la família Bush i la família d'Osama bin Laden.

## Argument
Michael Moore ha reconegut que la pel·lícula és com un acte polític per a la no-reelecció de George W. Bush a la presidència dels Estats Units el novembre de 2004, i de fet aquesta pel·lícula és una acusació contra George Bush. Considera que aquest últim i els seus partidaris han maniobrat per assegurar la seva victòria a les eleccions americanes el 2000, trucant el recompte de vots. La pel·lícula estableix igualment una part de les relacions que existeixen entre la família Bush i la família Bin Laden, i com l'administració americana ha facilitat la sortida de membres d'aquesta família després dels atemptats de l'11 setembre de 2001. Exposa finalment el que, segons el seu punt de vista, serien els motius reals de la invasió americana de 2003 a l'Iraq: l'ocupació sobre el petroli iraquià
En una escena, Moore mostra la recepció del príncep Bandar ben Sultà ben Abd al-Aziz Al Saoud, ambaixador de l'Aràbia Saudita als Estats Units, en un sopar a la Casa Blanca amb el president Bush. Segons Moore, el príncep Bandar seria anomenat "Bandar Bush" en els cercles de la família Bush. Aquest sopar, l'objecte del qual no és precisat al documental, ha tingut lloc l'endemà vespre dels esdeveniments terroristes dels atemptats de l'11 de setembre de 2001, que han implicat majoritàriament pirates de l'aire de nacionalitat saudita, llavors que, com indica la veu en off  el Pentàgon crema sobre l'altra riba del Potomac".
El desenvolupament de la pel·lícula revela imatges tretes de conferències preparatòries a la reconstrucció a l'Iraq, il·lustradores de la col·lusió entre els financers del complex militar i industrial americà, les companyies de mercenaris privades, i les grans companyies americanes, amb els fabricants d'equips petroliers al capdavant.

## Dificultats de distribució
La societat mare de Miramax (la societat productora de la pel·lícula), Disney, ha utilitzat una clàusula del contracte que lliga les dues societats per impedir la distribució de la pel·lícula. La clàusula utilitzada permet a Disney negar-se a distribuir una pel·lícula si supera el pressupost o si té un contingut que pot ser censurat (massa violent, o sexualment explícit). Els responsables de Miramax han declarat que aquesta clàusula no s'aplicava a Fahrenheit 9/11.
Segons una font no oficial de Disney, semblaria que ser més un problema d'imatge de marca. Disney té por d'alinear-se, distribuint una pel·lícula molt política just abans del començament de la campanya electoral per a la Casa Blanca.
Per la seva banda, Michael Moore pensa que el rebuig de Disney és més d'ordre financer. Disney ha pogut rebre ajudes financeres de l'estat de Florida per al seu parc d'atraccions. I el fet que Disney autoritzi la distribució arriscaria comprometre l'acord. Igualment s'ha de notar que el governador de Florida és Jeb Bush, el germà de George W. Bush

La pel·lícula ha estat finalment distribuïda als EUA per una empresa entre Lion's Gate, IFC Pel·lícules i el Fellowship Adventure Group, una societat creada per a l'ocasió pels dirigents de Miramax.
La pel·lícula ha tingut un èxit molt important des de la seva sortida als Estats Units. Ha ingressat més de 60 milions de dòlars en dues setmanes. Michael Moore ha dit ell mateix que estava molt sorprès per l'èxit de la pel·lícula.

## Títol
El títol de la pel·lícula ésta inspirat en la novel·la Fahrenheit 451 de Ray Bradbury, adaptat al cinema per François Truffaut. Al llibre, aquesta temperatura se suposava que era la de la combustió del paper dels llibres, que eren sistemàticament cremats. Reemplaçant la xifra per la data de l'11 de setembre, Michael Moore ha volgut dir que aquesta data marca el començament de la creació de lleis que jutja lliberticides, com la Patriot Act.
 Ray Bradbury ha fet saber que no havia estat contactat per Michael Moore per tenir la seva autorització per inspirar-se en el títol del seu llibre. I que havia esperat sis mesos abans que Michael Moore ho recordés per declarar-se preocupat per la situació. A la pregunta de si anava a denunciar-lo, va respondre que no i que esperava resoldre-ho com dos cavallers, si accepta donar-me la mà i retornar-me el meu llibre i el meu títol.

## Critiques
Encara que aquesta pel·lícula hagi rebut la Palma d'Or a Cannes, la pel·lícula és considerada per nombroses crítiques com un al·legat antiBush massa exagerat i una compilació de diverses imatges d'arxiu i de reportatges.

En resposta a l'èxit de la pel·lícula, un altre documental ha sortit als Estats Units: FahrenHYPE 9/11 de Alan Petterson, que es proposa de demostrar en diversos punts les aproximacions de la pel·lícula de Moore.

## Premis
- Palma d'Or 2004

### Nominacions
- César a la millor pel·lícula estrangera